# 살맛 납니다
《살맛 납니다》는 2009년 10월 26일부터 2010년 4월 30일까지 방영된 MBC 일일연속극인데 당초 <이혼하지 맙시다>였으나 부정적인 어휘들이 있어서 서둘러 변경했다.
한편, 김유미 (홍민수 역)의 고등학교(계원예고) 동기인 김하영이 단역으로 출연했는데 2003년 10월 KBS 공채 20기 탤런트 시험에 도전했으나 3차에서 탈락했으며 이외에도 MBC 29~31기 공채 탤런트 시험을 봤지만 KBS 20기와 마찬가지로 3차에서 탈락한 바 있었다.

## 기획 의도
결혼으로 연결되는 두 가족 내 여섯 커플의 삶과 사랑, 결혼 그리고 이혼에 관한 이야기를 그린 드라마

## 등장인물

### 주요 인물
- 김유미 : 홍민수 역 - 만복과 풍자의 첫째 딸, 태권도 사범, 유진의 아내, 경수의 쌍둥이 언니, 진수의 누나
- 이태성 : 장유진 역 (아역 송도현) - 인식과 옥봉의 아들, 성형외과 의사
- 홍은희 : 홍경수 역 - (아역 염수진) 민수의 쌍둥이 동생
- 권오중 : 변창수 역 - (아역 이희재) 경수의 남편, 속옷 회사에서 근무
- 김성은 : 나예주 역 - (아역 박정연) 봉구의 딸, 성형외과 의사
- 오종혁 : 홍진수 역 - 만복과 풍자의 아들, 취업 재수생

### 홍가네 식구
- 박인환 : 홍만복 역 - 삼남매의 아버지, 공장장
- 고두심 : 강풍자 역 - 삼남매의 어머니, 국보 주부
- 이채영 : 변우람 역 - 창수와 경수의 딸, 초등학교 1학년
- 노준혁 : 변자람 역 - 창수와 경수의 아들

### 장가네 식구
- 임채무 : 장인식 역 - 유진의 아버지, 성형외과 병원장
- 박정수 : 나옥봉 역 - 유진의 엄마, 현모양처
- 김일우 : 나봉구 역 - 옥봉의 동생, 예주의 아버지
- 임예진 : 구점순 역 - 봉구의 여친
- 이형석 : 구어진 역 - 점순의 아들
- 이우주 : 장유건 역 - 유진과 민수의 아들
- 송민형 : 민수 父 역
- 김정하 : 민수 母 역

### 그 외 인물
- 이민우 : 김기욱 역 (아역 김혜성) - 민수의 전 애인
- 이재은 : 엄희숙 역 (아역 김은지) - 경수의 동창
- 홍여진 : 오여사 역 - 마담뚜
- 이경실 : 최영숙 (아놀드 최) 역 - 예주의 친엄마
- 윤인조 : 신나라 역 - 풍자네 구민센터 강사
- 김가연 : 강지숙 역 - 창수의 고교 동창, 꽃뱀
- 이석준 : 정우석 역 - 경수의 대학교 동창, 갤러리 운영
- 설지윤 : 최지은 역 - 속옷회사 영업부 차장
- 윤서현 : 민수 선배 역 - 회사
- 장원영 : 창수 동료 역 - 홈쇼핑 디자인팀 팀장
- 유호린 : 나리 역 - 유진의 약혼녀
- 이연두 : 혜원 역 - 유진의 후배
- 강한별 : 세바스찬 역
- 김학래 : 김학래 역 - 속옷장사의 달인
- 이재포 : 덕칠이 역 - 권투선수
- 김익태 : 박사 역 - 인식의 친구
- 이하린 : 하다 역
- 김유진 : 공주 역
- 조선옥 : 지나 역
- 김하영
- 김승민
- 정지순 : 회사 역
- 김서윤

## 시청률
- AGB닐슨 미디어리서치에 따르면 첫방송 시청률 10.2%로 출발한 살맛 납니다의 평균 시청률은 14.1%로 조사됐다. 자체 최고 시청률은 4월 27일 방송된 130회로 22.4%이고 마지막회 시청률은 20.4%이다.[5]

## 연장
- 2010년 3월 3일 : 살맛 납니다 방영 분량이 120부작에서 13회 연장되어 133부작으로 변경 및 확정되었다.

## 수상
- 2010년 MBC 연기대상 중견 연기자 부문 남자 황금 연기상 임채무
- 2010년 MBC 연기대상 중견 연기자 부문 여자 황금 연기상 박정수
- 2010년 MBC 연기대상 TV부문 올해 작가상 박현주

## 참고 사항
- 선정적 행위와 묘사의 수위가 높았다는 지적을 받았다.[6]